# Lista de municípios do Rio Grande do Sul por data de criação
Em 19 de setembro de 1807 uma carta-patente elevou a Capitania do Rio Grande de São Pedro a Capitania Geral independente, com a denominação Capitania de São Pedro do Rio Grande do Sul. A Provisão Geral de 7 de outubro de 1809 elevou à categoria de Vila as povoações de Porto Alegre, Rio Grande de São Pedro, Rio Pardo e Santo Antônio da Patrulha, mandando nomear seus vereadores, procuradores, escrivães e demais autoridades, para execução das Reais Resoluções de 26 de janeiro de 1806 e 27 de abril de 1809 e Alvará de 23 de agosto de 1808.
O Rio Grande do Sul foi dividido administrativamente em 4 grandes vilas, nos termos da Provisão Real de 7 de outubro de 1809. Na sequência estão listados em ordem cronológica os atuais 497 municípios do estado do Rio Grande do Sul, utilizando como base suas datas de criação como município.
| Nº  | Município                  | Criação como município                    | Desmembrado de                                                                                         | Lei nº | Observações                   |
| --- | -------------------------- | ----------------------------------------- | --- | ------ | ----------------------------- |
| 1   | Porto Alegre               | 7 de outubro de 1809                      | Elevados à categoria de vila em 7 de outubro de 1809                                                   | —      |                               |
| 2   | Rio Grande                 | 7 de outubro de 1809                      | Elevados à categoria de vila em 7 de outubro de 1809                                                   | —      |                               |
| 3   | Rio Pardo                  | 7 de outubro de 1809                      | Elevados à categoria de vila em 7 de outubro de 1809                                                   | —      |                               |
| 4   | Santo Antônio da Patrulha  | 7 de outubro de 1809                      | Elevados à categoria de vila em 7 de outubro de 1809                                                   | —      |                               |
| 5   | Cachoeira do Sul           | 26 de abril de 1819                       | Rio Pardo                                                                                              | —      | São João da Cachoeira         |
| 6   | Pelotas                    | 7 de dezembro de 1830                     | Rio Grande                                                                                             | —      |                               |
| 7   | Piratini                   | 15 de dezembro de 1830                    | Rio Grande                                                                                             | —      |                               |
| 8   | Alegrete                   | 25 de outubro de 1831                     | Cachoeira do Sul                                                                                       | —      |                               |
| 9   | Caçapava do Sul            | 25 de outubro de 1831                     | Cachoeira do Sul, Piratini e Rio Pardo                                                                 | —      |                               |
| 10  | São José do Norte          | 25 de outubro de 1831                     | Rio Grande                                                                                             | —      |                               |
| 11  | Triunfo                    | 25 de outubro de 1831                     | Porto Alegre e Rio Pardo                                                                               | —      |                               |
| 12  | Jaguarão                   | 6 de julho de 1832                        | Rio Grande                                                                                             | —      |                               |
| 13  | Cruz Alta                  | 11 de março de 1833                       | Rio Pardo                                                                                              | —      |                               |
| 14  | São Borja                  | 11 de março de 1833                       | Rio Pardo                                                                                              | —      | São Francisco de Borja        |
| 15  | São Leopoldo               | 1 de abril de 1846                        | Porto Alegre                                                                                           | 4      |                               |
| 16  | São Gabriel                | 4 de abril de 1846                        | Caçapava do Sul, Cachoeira do Sul e São Borja                                                          | 8      |                               |
| 17  | Uruguaiana                 | 29 de maio de 1846                        | Alegrete                                                                                               | 58     | Santana do Uruguai            |
| 18  | Bagé                       | 5 de junho de 1846                        | Piratini, Caçapava do Sul e Alegrete                                                                   | 65     |                               |
| 19  | Taquari                    | 4 de julho de 1849                        | Triunfo                                                                                                | 160    |                               |
| 20  | Encruzilhada do Sul        | 19 de julho de 1849                       | Rio Pardo                                                                                              | 178    |                               |
| 21  | Vacaria                    | 22 de outubro de 1850                     | Santo Antônio da Patrulha                                                                              | 185    |                               |
| 22  | Canguçu                    | 28 de janeiro de 1857                     | Piratini                                                                                               | 340    |                               |
| 23  | Passo Fundo                | 28 de janeiro de 1857                     | Cruz Alta                                                                                              | 340    |                               |
| 24  | Santana do Livramento      | 10 de fevereiro de 1857                   | Alegrete                                                                                               | 351    |                               |
| 25  | Osório                     | 16 de dezembro de 1857                    | Santo Antônio da Patrulha                                                                              | 401    |                               |
| 26  | Santa Maria                | 16 de dezembro de 1857                    | Cachoeira do Sul e Cruz Alta                                                                           | 400    | Santa Maria da Bocca do Monte |
| 27  | Tapes                      | 16 de dezembro de 1857                    | Porto Alegre                                                                                           | 402    |                               |
| 28  | Itaqui                     | 6 de dezembro de 1858                     | São Borja                                                                                              | 419    |                               |
| 29  | São Jerônimo               | 3 de dezembro de 1860                     | Triunfo                                                                                                | 457    |                               |
| 30  | Camaquã                    | 19 de abril de 1864                       | Porto Alegre                                                                                           | 569    | São João Batista de Camaquã   |
| 31  | Dom Pedrito                | 30 de outubro de 1872                     | Bagé                                                                                                   | 815    |                               |
| 32  | Santa Vitória do Palmar    | 30 de outubro de 1872                     | Rio Grande                                                                                             | 808    |                               |
| 33  | Santo Ângelo               | 22 de março de 1873                       | Cruz Alta                                                                                              | 835    |                               |
| 34  | Arroio Grande              | 24 de março de 1873                       | Jaguarão                                                                                               | 843    |                               |
| 35  | Montenegro                 | 5 de maio de 1873                         | Triunfo                                                                                                | 885    | São João de Montenegro        |
| 36  | Palmeira das Missões       | 6 de maio de 1874                         | Cruz Alta e Passo Fundo                                                                                | 928    |                               |
| 37  | Soledade                   | 29 de março de 1875                       | Passo Fundo                                                                                            | 962    |                               |
| 38  | São Sebastião do Caí       | 1 de maio de 1875                         | São Leopoldo                                                                                           | 995    |                               |
| 39  | Quaraí                     | 8 de abril de 1875                        | Alegrete                                                                                               | 972    |                               |
| 40  | Lagoa Vermelha             | 12 de abril de 1876 ou 10 de maio de 1881 | Vacaria                                                                                                | 1018   | [ 4 ]                         |
| 41  | Rosário do Sul             | 19 de abril de 1876                       | Alegrete e São Gabriel                                                                                 | 1020   |                               |
| 42  | São Sepé                   | 29 de abril de 1876                       | Caçapava do Sul e Cachoeira do Sul                                                                     | 1029   | [ 5 ]                         |
| 43  | São Vicente do Sul         | 29 de abril de 1876                       | São Gabriel e Itaqui                                                                                   | 1032   | General Vargas                |
| 44  | Estrela                    | 20 de maio de 1876                        | Taquari                                                                                                | 1044   |                               |
| 45  | Santa Cruz do Sul          | 31 de março de 1877                       | Rio Pardo                                                                                              | 1079   |                               |
| 46  | Pinheiro Machado           | 2 de maio de 1878                         | Piratini                                                                                               | 1132   |                               |
| 47  | São Francisco de Paula     | 21 de maio de 1878                        | Taquara                                                                                                | 1152   |                               |
| 48  | Torres                     | 21 de maio de 1878                        | Osório                                                                                                 | 1152   |                               |
| 49  | São Luiz Gonzaga           | 3 de junho de 1880                        | Santo Ângelo e São Borja                                                                               | 1238   |                               |
| 50  | Viamão                     | 11 de junho de 1880                       | Porto Alegre                                                                                           | 1247   |                               |
| 51  | Gravataí                   | 11 de junho de 1880                       | Porto Alegre                                                                                           | 1247   |                               |
| 52  | General Câmara             | 4 de maio de 1881                         | Taquari                                                                                                | 1285   |                               |
| 53  | Herval                     | 20 de maio de 1881                        | Jaguarão                                                                                               | 1326   |                               |
| 54  | Lavras do Sul              | 9 de maio de 1882                         | Caçapava do Sul e Bagé                                                                                 | 1364   |                               |
| 55  | Santiago                   | 4 de janeiro de 1884                      | São Borja e Itaqui                                                                                     | 1427   | Santiago do Boqueirão         |
| 56  | São Francisco de Assis     | 4 de janeiro de 1884                      | Itaqui e São Vicente do Sul                                                                            | 1427   |                               |
| 57  | São Lourenço do Sul        | 26 de abril de 1884                       | Pelotas                                                                                                | 1449   |                               |
| 58  | Taquara                    | 17 de abril de 1886                       | Santa Cristina do Pinhal (extinto)                                                                     | 1568   |                               |
| 59  | Caxias do Sul              | 20 de junho de 1890                       | São Sebastião do Caí                                                                                   | 257    |                               |
| 60  | Bento Gonçalves            | 11 de outubro de 1890                     | Montenegro                                                                                             | 474    |                               |
| 61  | Lajeado                    | 26 de janeiro de 1891                     | Estrela                                                                                                | 57     |                               |
| 62  | Venâncio Aires             | 30 de abril de 1891                       | General Câmara                                                                                         | 371    |                               |
| 63  | Júlio de Castilhos         | 14 de julho de 1891                       | São Martinho (extinto)                                                                                 | 607    |                               |
| 64  | Veranópolis                | 15 de janeiro de 1898                     | Lagoa Vermelha                                                                                         | 124-B  |                               |
| 65  | Antônio Prado              | 11 de fevereiro de 1899                   | Vacaria                                                                                                | 220    |                               |
| 66  | Garibaldi                  | 31 de outubro de 1900                     | Bento Gonçalves                                                                                        | 327    |                               |
| 67  | Guaporé                    | 11 de dezembro de 1903                    | Passo Fundo e Lajeado                                                                                  | 664    |                               |
| 68  | Ijuí                       | 31 de janeiro de 1912                     | Cruz Alta                                                                                              | 1814   |                               |
| 69  | Bom Jesus                  | 16 de julho de 1913                       | Vacaria                                                                                                | 2000   |                               |
| 70  | Encantado                  | 31 de março de 1915                       | Lajeado e Soledade                                                                                     | 2133   |                               |
| 71  | Erechim                    | 30 de abril de 1918                       | Passo Fundo                                                                                            | 2342   |                               |
| 72  | Jaguari                    | 16 de agosto de 1920                      | General Vargas (extinto), Júlio de Castilhos, São Francisco de Assis e Santiago do Boqueirão (extinto) | 2627   |                               |
| 73  | Flores da Cunha            | 17 de maio de 1924                        | Caxias do Sul                                                                                          | 3320   |                               |
| 74  | Nova Prata                 | 11 de agosto de 1924                      | Lagoa Vermelha                                                                                         | 3351   |                               |
| 75  | Candelária                 | 7 de julho de 1925                        | Rio Pardo                                                                                              | 3495   |                               |
| 76  | São Pedro do Sul           | 22 de março de 1926                       | Santa Maria                                                                                            | 3624   |                               |
| 77  | Guaíba                     | 14 de outubro de 1926                     | Porto Alegre                                                                                           | 3697   |                               |
| 78  | Novo Hamburgo              | 5 de abril de 1927                        | São Leopoldo                                                                                           | 3818   |                               |
| 79  | Sobradinho                 | 3 de dezembro de 1927                     | Soledade                                                                                               | 3924   |                               |
| 80  | Tupanciretã                | 21 de dezembro de 1928                    | Júlio de Castilhos, Cruz Alta e Santo Ângelo                                                           | 4200   |                               |
| 81  | Carazinho                  | 24 de janeiro de 1931                     | Passo Fundo                                                                                            | 4709   |                               |
| 82  | Santa Rosa                 | 1 de julho de 1931                        | Santo Ângelo                                                                                           | 4823   |                               |
| 83  | Iraí                       | 1 de julho de 1933                        | Palmeira das Missões                                                                                   | 5368   |                               |
| 84  | Arroio do Meio             | 28 de novembro de 1934                    | Lajeado e Encantado                                                                                    | 5759   |                               |
| 85  | Farroupilha                | 11 de dezembro de 1934                    | Caxias do Sul, Bento Gonçalves e Montenegro                                                            | 5779   |                               |
| 86  | Getúlio Vargas             | 18 de dezembro de 1934                    | Erechim e Passo Fundo                                                                                  | 5788   |                               |
| 87  | Canoas                     | 27 de junho de 1939                       | Gravataí e São Sebastião do Caí                                                                        | 7839   |                               |
| 88  | Sarandi                    | 27 de junho de 1939                       | Passo Fundo                                                                                            | 7840   |                               |
| 89  | Cacequi                    | 28 de dezembro de 1944                    | São Gabriel, São Vicente do Sul e Rosário do Sul                                                       | 715    |                               |
| 90  | Canela                     | 28 de dezembro de 1944                    | Taquara                                                                                                | 717    |                               |
| 91  | Marcelino Ramos            | 28 de dezembro de 1944                    | Erechim e Lagoa Vermelha                                                                               | 718    |                               |
| 92  | Três Passos                | 28 de dezembro de 1944                    | Palmeira das Missões                                                                                   | 716    |                               |
| 93  | Três de Maio               | 15 de fevereiro de 1954                   | Santa Rosa, Santo Ângelo e Três Passos                                                                 | 2526   |                               |
| 94  | Nova Petrópolis            | 15 de dezembro de 1954                    | São Sebastião do Caí e São Leopoldo                                                                    | 2518   |                               |
| 95  | Cerro Largo                | 15 de dezembro de 1954                    | São Luiz Gonzaga                                                                                       | 2519   |                               |
| 96  | Esteio                     | 15 de dezembro de 1954                    | São Leopoldo                                                                                           | 2520   |                               |
| 97  | Sananduva                  | 15 de dezembro de 1954                    | Lagoa Vermelha                                                                                         | 2521   |                               |
| 98  | Gramado                    | 15 de dezembro de 1954                    | Taquara e São Sebastião do Caí                                                                         | 2522   |                               |
| 99  | Frederico Westphalen       | 15 de dezembro de 1954                    | Palmeira das Missões e Iraí                                                                            | 2523   |                               |
| 100 | Panambi                    | 15 de dezembro de 1954                    | Cruz Alta e Palmeira das Missões                                                                       | 2524   |                               |
| 101 | Casca                      | 15 de dezembro de 1954                    | Guaporé                                                                                                | 2525   |                               |
| 102 | Rolante                    | 15 de dezembro de 1954                    | Santo Antônio da Patrulha                                                                              | 2527   |                               |
| 103 | Ibirubá                    | 15 de dezembro de 1954                    | Cruz Alta                                                                                              | 2528   |                               |
| 104 | Sapiranga                  | 15 de dezembro de 1954                    | São Leopoldo e Taquara                                                                                 | 2529   |                               |
| 105 | Gaurama                    | 15 de dezembro de 1954                    | Erechim                                                                                                | 2530   |                               |
| 106 | Roca Sales                 | 18 de dezembro de 1954                    | Estrela                                                                                                | 2550   |                               |
| 107 | Marau                      | 18 de dezembro de 1954                    | Passo Fundo e Guaporé                                                                                  | 2551   |                               |
| 108 | Tapera                     | 18 de dezembro de 1954                    | Carazinho                                                                                              | 2552   |                               |
| 109 | Crissiumal                 | 18 de dezembro de 1954                    | Três Passos                                                                                            | 2553   |                               |
| 110 | Espumoso                   | 18 de dezembro de 1954                    | Soledade                                                                                               | 2554   |                               |
| 111 | Não-Me-Toque               | 18 de dezembro de 1954                    | Carazinho                                                                                              | 2555   |                               |
| 112 | Horizontina                | 18 de dezembro de 1954                    | Santa Rosa                                                                                             | 2556   |                               |
| 113 | Giruá                      | 28 de janeiro de 1955                     | Santa Rosa e Santo Ângelo                                                                              | 2601   |                               |
| 114 | Santo Cristo               | 28 de janeiro de 1955                     | Santa Rosa                                                                                             | 2602   |                               |
| 115 | Tapejara                   | 9 de agosto de 1955                       | Passo Fundo e Getúlio Vargas                                                                           | 2667   |                               |
| 116 | Tenente Portela            | 18 de agosto de 1955                      | Três Passos                                                                                            | 2673   |                               |
| 117 | Aratiba                    | 4 de outubro de 1955                      | Erechim                                                                                                | 2710   |                               |
| 118 | Porto Lucena               | 6 de outubro de 1955                      | Santa Rosa                                                                                             | 2710   |                               |
| 119 | Nonoai                     | 30 de janeiro de 1959                     | Iraí e Sarandi                                                                                         | 3695   |                               |
| 120 | Seberi                     | 30 de janeiro de 1959                     | Palmeira das Missões                                                                                   | 3696   |                               |
| 121 | Vera Cruz                  | 30 de janeiro de 1959                     | Santa Cruz do Sul                                                                                      | 3697   |                               |
| 122 | Bom Retiro do Sul          | 31 de janeiro de 1959                     | Taquari                                                                                                | 3704   |                               |
| 123 | Campinas do Sul            | 31 de janeiro de 1959                     | Erechim                                                                                                | 3705   |                               |
| 124 | Campo Bom                  | 31 de janeiro de 1959                     | São Leopoldo e Novo Hamburgo                                                                           | 3707   |                               |
| 125 | Campo Novo                 | 31 de janeiro de 1959                     | Tenente Portela e Três Passos                                                                          | 3706   |                               |
| 126 | Guarani das Missões        | 31 de janeiro de 1959                     | São Luiz Gonzaga, Santo Ângelo e Giruá                                                                 | 3699   |                               |
| 127 | Santa Bárbara do Sul       | 31 de janeiro de 1959                     | Cruz Alta, Ibirubá e Carazinho                                                                         | 3703   |                               |
| 128 | Faxinal do Soturno         | 12 de fevereiro de 1959                   | Cachoeira do Sul e Júlio de Castilhos                                                                  | 3711   |                               |
| 129 | Chapada                    | 12 de fevereiro de 1959                   | Sarandi e Palmeira das Missões                                                                         | 3712   |                               |
| 130 | Agudo                      | 16 de fevereiro de 1959                   | Cachoeira do Sul e Sobradinho                                                                          | 3718   |                               |
| 131 | Arvorezinha                | 16 de fevereiro de 1959                   | Encantado e Soledade                                                                                   | 3717   |                               |
| 132 | Erval Grande               | 16 de fevereiro de 1959                   | Erechim                                                                                                | 3715   |                               |
| 133 | Machadinho                 | 16 de fevereiro de 1959                   | Lagoa Vermelha                                                                                         | 3716   |                               |
| 134 | Barra do Ribeiro           | 17 de fevereiro de 1959                   | Guaíba e Tapes                                                                                         | 3719   |                               |
| 135 | Santo Augusto              | 17 de fevereiro de 1959                   | Três Passos                                                                                            | 3721   |                               |
| 136 | São Valentim               | 17 de fevereiro de 1959                   | Erechim                                                                                                | 3724   |                               |
| 137 | Feliz                      | 17 de fevereiro de 1959                   | São Sebastião do Caí                                                                                   | 3726   |                               |
| 138 | Muçum                      | 18 de fevereiro de 1959                   | Guaporé                                                                                                | 3729   |                               |
| 139 | Humaitá                    | 18 de fevereiro de 1959                   | Crissiumal e Três Passos                                                                               | 3727   | [ 6 ]                         |
| 140 | Viadutos                   | 18 de fevereiro de 1959                   | Marcelino Ramos e Gaurama                                                                              | 3728   |                               |
| 141 | Restinga Seca              | 25 de março de 1959                       | Cachoeira do Sul                                                                                       | 3730   |                               |
| 142 | Pedro Osório               | 3 de abril de 1959                        | Canguçu e Arroio Grande                                                                                | 3735   |                               |
| 143 | Constantina                | 14 de abril de 1959                       | Sarandi                                                                                                | 3736   |                               |
| 144 | Três Coroas                | 12 de maio de 1959                        | Taquara                                                                                                | 3741   |                               |
| 145 | Estância Velha             | 8 de setembro de 1959                     | São Leopoldo                                                                                           | 3818   |                               |
| 146 | São José do Ouro           | 10 de setembro de 1959                    | Lagoa Vermelha                                                                                         | 3822   |                               |
| 147 | Dois Irmãos                | 10 de setembro de 1959                    | São Leopoldo                                                                                           | 3823   |                               |
| 148 | Tucunduva                  | 10 de setembro de 1959                    | Santa Rosa e Horizontina                                                                               | 3821   |                               |
| 149 | Tuparendi                  | 10 de setembro de 1959                    | Santa Rosa                                                                                             | 3820   |                               |
| 150 | Carlos Barbosa             | 25 de setembro de 1959                    | Garibaldi, Montenegro e São Sebastião do Caí                                                           | 3831   |                               |
| 151 | Serafina Corrêa            | 22 de julho de 1960                       | Guaporé e Casca                                                                                        | 3932   |                               |
| 152 | Nova Palma                 | 29 de julho de 1960                       | Júlio de Castilhos                                                                                     | 3933   |                               |
| 153 | Catuípe                    | 16 de outubro de 1961                     | Santo Ângelo e Ijuí                                                                                    | 4165   |                               |
| 154 | Sapucaia do Sul            | 14 de novembro de 1961                    | São Leopoldo                                                                                           | 4203   |                               |
| 155 | Paim Filho                 | 5 de dezembro de 1961                     | Machadinho e Sananduva                                                                                 | 4213   |                               |
| 156 | Maximiliano de Almeida     | 27 de dezembro de 1961                    | Marcelino Ramos e Machadinho                                                                           | 4266   |                               |
| 157 | Colorado                   | 3 de julho de 1962                        | Carazinho, Tapera e Santa Bárbara do Sul                                                               | 4318   |                               |
| 158 | Butiá                      | 9 de outubro de 1963                      | São Jerônimo                                                                                           | 4574   |                               |
| 159 | Campina das Missões        | 9 de outubro de 1963                      | Santa Rosa e Giruá                                                                                     | 4580   |                               |
| 160 | Cândido Godói              | 9 de outubro de 1963                      | Santa Rosa e Giruá                                                                                     | 4581   |                               |
| 161 | Formigueiro                | 9 de outubro de 1963                      | São Sepé                                                                                               | 4575   |                               |
| 162 | São Marcos                 | 9 de outubro de 1963                      | Caxias do Sul                                                                                          | 4576   |                               |
| 163 | Salvador do Sul            | 9 de outubro de 1963                      | Montenegro                                                                                             | 4577   |                               |
| 164 | Alecrim                    | 9 de outubro de 1963                      | Santo Cristo                                                                                           | 4578   |                               |
| 165 | Portão                     | 9 de outubro de 1963                      | São Sebastião do Caí, Canoas e São Leopoldo                                                            | 4579   |                               |
| 166 | Sertão                     | 5 de novembro de 1963                     | Passo Fundo                                                                                            | 4597   |                               |
| 167 | Barros Cassal              | 5 de novembro de 1963                     | Soledade                                                                                               | 4598   |                               |
| 168 | Arroio do Tigre            | 6 de novembro de 1963                     | Sobradinho, Soledade e Espumoso                                                                        | 4605 A |                               |
| 169 | Cruzeiro do Sul            | 22 de novembro de 1963                    | Lajeado                                                                                                | 4615   |                               |
| 170 | Esmeralda                  | 27 de novembro de 1963                    | Vacaria                                                                                                | 4616   |                               |
| 171 | São Martinho               | 27 de novembro de 1963                    | Santo Augusto, Três de Maio, Humaitá e Campo Novo                                                      | 4618   |                               |
| 172 | Boa Vista do Buricá        | 2 de dezembro de 1963                     | Três de Maio, Crissiumal e Humaitá                                                                     | 4624   |                               |
| 173 | Dom Feliciano              | 9 de dezembro de 1963                     | Encruzilhada do Sul, São Jerônimo e Camaquã                                                            | 4635   |                               |
| 174 | Coronel Bicaco             | 18 de dezembro de 1963                    | Palmeira das Missões e Santo Augusto                                                                   | 4649   |                               |
| 175 | Rodeio Bonito              | 20 de dezembro de 1963                    | Palmeira das Missões, Seberi e Iraí                                                                    | 4667   |                               |
| 176 | Erval Seco                 | 20 de dezembro de 1963                    | Seberi, Palmeira das Missões e Tenente Portela                                                         | 4673   |                               |
| 177 | Cambará do Sul             | 20 de dezembro de 1963                    | São Francisco de Paula                                                                                 | 4678   |                               |
| 178 | Severiano de Almeida       | 26 de dezembro de 1963                    | Erechim, Viadutos e Marcelino Ramos                                                                    | 4685   |                               |
| 179 | Anta Gorda                 | 26 de dezembro de 1963                    | Encantado                                                                                              | 4686   |                               |
| 180 | Ilópolis                   | 26 de dezembro de 1963                    | Encantado                                                                                              | 4687   |                               |
| 181 | Alpestre                   | 26 de dezembro de 1963                    | Iraí                                                                                                   | 4688   |                               |
| 182 | Putinga                    | 26 de dezembro de 1963                    | Encantado                                                                                              | 4689   |                               |
| 183 | Ronda Alta                 | 26 de dezembro de 1963                    | Sarandi e Nonoai                                                                                       | 4690   |                               |
| 184 | Mostardas                  | 26 de dezembro de 1963                    | São José do Norte                                                                                      | 4691   |                               |
| 185 | Planalto                   | 26 de dezembro de 1963                    | Iraí e Nonoai                                                                                          | 4692   |                               |
| 186 | Redentora                  | 21 de janeiro de 1964                     | Campo Novo e Tenente Portela                                                                           | 4726   |                               |
| 187 | Nova Bassano               | 23 de maio de 1964                        | Nova Prata                                                                                             | 4730   |                               |
| 188 | Barracão                   | 30 de maio de 1964                        | Lagoa Vermelha e São José do Ouro                                                                      | 4732   |                               |
| 189 | Igrejinha                  | 1 de junho de 1964                        | Taquara                                                                                                | 4733   |                               |
| 190 | Jacutinga                  | 1 de junho de 1964                        | Campinas do Sul e Erechim                                                                              | 4734   |                               |
| 191 | Cacique Doble              | 1 de junho de 1964                        | Machadinho e São José do Ouro                                                                          | 4735   |                               |
| 192 | Liberato Salzano           | 1 de junho de 1964                        | Constantina e Nonoai                                                                                   | 4736   |                               |
| 193 | Barão de Cotegipe          | 1 de junho de 1964                        | Erechim, Aratiba e São Valentim                                                                        | 4737   |                               |
| 194 | Ivoti                      | 19 de outubro de 1964                     | Estância Velha                                                                                         | 4798   |                               |
| 195 | Rondinha                   | 2 de dezembro de 1964                     | Sarandi e Constantina                                                                                  | 4832   |                               |
| 196 | Mata                       | 2 de dezembro de 1964                     | São Vicente do Sul                                                                                     | 4836   |                               |
| 197 | Itatiba do Sul             | 19 de dezembro de 1964                    | Erechim                                                                                                | 4867   |                               |
| 198 | Nova Araçá                 | 22 de dezembro de 1964                    | Nova Prata                                                                                             | 4884   |                               |
| 299 | Arroio dos Ratos           | 28 de dezembro de 1964                    | São Jerônimo                                                                                           | 4902   |                               |
| 200 | Nova Bréscia               | 29 de dezembro de 1964                    | Arroio do Meio e Encantado                                                                             | 4903   |                               |
| 201 | Fontoura Xavier            | 9 de julho de 1965                        | Soledade                                                                                               | 4974   |                               |
| 202 | Ibiraiaras                 | 9 de julho de 1965                        | Lagoa Vermelha                                                                                         | 4976   |                               |
| 203 | Mariano Moro               | 9 de julho de 1965                        | Erechim                                                                                                | 4978   |                               |
| 204 | Paraí                      | 9 de julho de 1965                        | Nova Prata                                                                                             | 4977   |                               |
| 205 | Dona Francisca             | 17 de julho de 1965                       | Faxinal do Soturno                                                                                     | 4993   |                               |
| 206 | Caibaté                    | 17 de setembro de 1965                    | São Luiz Gonzaga                                                                                       | 5025   |                               |
| 207 | Alvorada                   | 17 de setembro de 1965                    | Viamão                                                                                                 | 5026   |                               |
| 208 | Santana da Boa Vista       | 17 de setembro de 1965                    | Caçapava do Sul                                                                                        | 5029   |                               |
| 209 | Augusto Pestana            | 17 de setembro de 1965                    | Ijuí, Cruz Alta e Santo Ângelo                                                                         | 5030   |                               |
| 210 | Vicente Dutra              | 17 de setembro de 1965                    | Frederico Westphalen                                                                                   | 5032   |                               |
| 211 | Selbach                    | 22 de setembro de 1965                    | Tapera                                                                                                 | 5036   |                               |
| 212 | Tramandaí                  | 24 de setembro de 1965                    | Osório                                                                                                 | 5037   |                               |
| 213 | Bossoroca                  | 12 de outubro de 1965                     | São Luiz Gonzaga                                                                                       | 5058   |                               |
| 214 | Santo Antônio das Missões  | 12 de outubro de 1965                     | São Borja                                                                                              | 5059   |                               |
| 215 | Caiçara                    | 19 de outubro de 1965                     | Frederico Westphalen                                                                                   | 5067   |                               |
| 216 | Victor Graeff              | 23 de outubro de 1965                     | Não-Me-Toque e Passo Fundo                                                                             | 5072   |                               |
| 217 | Independência              | 23 de outubro de 1965                     | Três de Maio                                                                                           | 5073   |                               |
| 218 | Ajuricaba                  | 8 de novembro de 1965                     | Ijuí                                                                                                   | 5085   |                               |
| 219 | Palmitinho                 | 8 de novembro de 1965                     | Frederico Westphalen                                                                                   | 5087   |                               |
| 220 | Cachoeirinha               | 9 de novembro de 1965                     | Gravataí                                                                                               | 5090   |                               |
| 221 | Condor                     | 17 de novembro de 1965                    | Panambi                                                                                                | 5094   |                               |
| 222 | Ibiaçá                     | 22 de novembro de 1965                    | Passo Fundo                                                                                            | 5102   |                               |
| 223 | São Nicolau                | 23 de novembro de 1965                    | São Luiz Gonzaga                                                                                       | 5104   |                               |
| 224 | Roque Gonzales             | 7 de dezembro de 1965                     | Cerro Largo                                                                                            | 5134   |                               |
| 225 | Braga                      | 15 de dezembro de 1965                    | Campo Novo e Redentora                                                                                 | 5154   |                               |
| 226 | Chiapetta                  | 15 de dezembro de 1965                    | Catuípe                                                                                                | 5155   |                               |
| 227 | Miraguaí                   | 15 de dezembro de 1965                    | Tenente Portela                                                                                        | 5152   |                               |
| 228 | Pejuçara                   | 15 de dezembro de 1965                    | Cruz Alta e Panambi                                                                                    | 5156   |                               |
| 229 | Ciríaco                    | 28 de dezembro de 1965                    | Passo Fundo                                                                                            | 5195   |                               |
| 230 | David Canabarro            | 28 de dezembro de 1965                    | Passo Fundo                                                                                            | 5196   |                               |
| 231 | São Paulo das Missões      | 30 de dezembro de 1965                    | Cerro Largo                                                                                            | 5205   |                               |
| 232 | Porto Xavier               | 6 de janeiro de 1966                      | Cerro Largo                                                                                            | 5214   |                               |
| 233 | Teutônia                   | 5 de outubro de 1981                      | Estrela                                                                                                | 7542   |                               |
| 234 | Capão da Canoa             | 12 de abril de 1982                       | Osório                                                                                                 | 7638   |                               |
| 235 | Charqueadas                | 28 de abril de 1982                       | São Jerônimo                                                                                           | 7645   |                               |
| 236 | Parobé                     | 1 de maio de 1982                         | Taquara                                                                                                | 7646   |                               |
| 237 | Capão do Leão              | 3 de maio de 1982                         | Pelotas                                                                                                | 7647   |                               |
| 238 | Fortaleza dos Valos        | 3 de maio de 1982                         | Cruz Alta                                                                                              | 7648   |                               |
| 239 | Cotiporã                   | 12 de maio de 1982                        | Veranópolis                                                                                            | 7652   |                               |
| 240 | Bom Princípio              | 12 de maio de 1982                        | São Sebastião do Caí e Montenegro                                                                      | 7653   |                               |
| 241 | Palmares do Sul            | 12 de maio de 1982                        | Osório, Tramandaí, Mostardas e Viamão                                                                  | 7654   |                               |
| 242 | Tavares                    | 12 de maio de 1982                        | Mostardas                                                                                              | 7655   |                               |
| 243 | Jóia                       | 12 de maio de 1982                        | Tupanciretã e Santo Ângelo                                                                             | 7656   |                               |
| 244 | Salto do Jacuí             | 12 de maio de 1982                        | Espumoso, Arroio do Tigre e Cruz Alta                                                                  | 7657   |                               |
| 245 | Áurea                      | 24 de novembro de 1987                    | Gaurama                                                                                                | 8419   |                               |
| 246 | Três Arroios               | 30 de novembro de 1987                    | Erechim, Gaurama, Severiano de Almeida e Mariano Moro                                                  | 8422   |                               |
| 247 | Nova Roma do Sul           | 30 de novembro de 1987                    | Antônio Prado                                                                                          | 8423   |                               |
| 248 | Progresso                  | 30 de novembro de 1987                    | Lajeado                                                                                                | 8424   |                               |
| 249 | Pirapó                     | 30 de novembro de 1987                    | São Nicolau e São Luiz Gonzaga                                                                         | 8425   |                               |
| 250 | Jaboticaba                 | 30 de novembro de 1987                    | Palmeira das Missões                                                                                   | 8426   |                               |
| 251 | São Jorge                  | 30 de novembro de 1987                    | Nova Prata                                                                                             | 8427   |                               |
| 252 | Alto Alegre                | 2 de dezembro de 1987                     | Espumoso                                                                                               | 8428   |                               |
| 253 | Nova Hartz                 | 2 de dezembro de 1987                     | Sapiranga                                                                                              | 8429   |                               |
| 254 | Dois Lajeados              | 2 de dezembro de 1987                     | Guaporé                                                                                                | 8435   |                               |
| 255 | São Domingos do Sul        | 8 de dezembro de 1987                     | Casca                                                                                                  | 8436   |                               |
| 256 | Tunas                      | 8 de dezembro de 1987                     | Soledade                                                                                               | 8447   |                               |
| 257 | São João da Urtiga         | 8 de dezembro de 1987                     | Paim Filho                                                                                             | 8448   |                               |
| 258 | Guabiju                    | 8 de dezembro de 1987                     | Nova Prata                                                                                             | 8449   |                               |
| 259 | Quinze de Novembro         | 8 de dezembro de 1987                     | Ibirubá e Cruz Alta                                                                                    | 8454   |                               |
| 260 | Doutor Maurício Cardoso    | 8 de dezembro de 1987                     | Horizontina                                                                                            | 8455   |                               |
| 261 | Capela de Santana          | 8 de dezembro de 1987                     | São Sebastião do Caí                                                                                   | 8456   |                               |
| 262 | Jaquirana                  | 8 de dezembro de 1987                     | São Francisco de Paula                                                                                 | 8457   |                               |
| 263 | Boqueirão do Leão          | 8 de dezembro de 1987                     | Lajeado, Venâncio Aires, Santa Cruz do Sul e Barros Cassal                                             | 8458   |                               |
| 264 | Vanini                     | 8 de dezembro de 1987                     | Casca e David Canabarro                                                                                | 8459   |                               |
| 265 | Fagundes Varela            | 8 de dezembro de 1987                     | Veranópolis                                                                                            | 8460   |                               |
| 266 | Água Santa                 | 8 de dezembro de 1987                     | Ciríaco, Tapejara e Passo Fundo                                                                        | 8461   |                               |
| 267 | Silveira Martins           | 11 de dezembro de 1987                    | Santa Maria                                                                                            | 8481   |                               |
| 268 | Ipê                        | 15 de dezembro de 1987                    | Vacaria                                                                                                | 8482   |                               |
| 269 | Ibarama                    | 15 de dezembro de 1987                    | Sobradinho                                                                                             | 8485   |                               |
| 270 | Ibirapuitã                 | 15 de dezembro de 1987                    | Soledade                                                                                               | 8486   |                               |
| 271 | Trindade do Sul            | 15 de dezembro de 1987                    | Nonoai e Liberato Salzano                                                                              | 8487   |                               |
| 272 | Pantano Grande             | 15 de dezembro de 1987                    | Rio Pardo                                                                                              | 8488   |                               |
| 273 | Alegria                    | 31 de dezembro de 1987                    | Três de Maio                                                                                           | 8502   |                               |
| 274 | Ernestina                  | 11 de abril de 1988                       | Passo Fundo                                                                                            | 8554   |                               |
| 275 | Dezesseis de Novembro      | 11 de abril de 1988                       | São Luiz Gonzaga                                                                                       | 8555   |                               |
| 276 | Brochier                   | 11 de abril de 1988                       | Montenegro                                                                                             | 8556   | Brochier do Maratá            |
| 277 | Erebango                   | 11 de abril de 1988                       | Getúlio Vargas                                                                                         | 8557   |                               |
| 278 | Entre-Ijuís                | 13 de abril de 1988                       | Santo Ângelo                                                                                           | 8558   |                               |
| 279 | Nova Esperança do Sul      | 13 de abril de 1988                       | Jaguari                                                                                                | 8559   |                               |
| 280 | Paverama                   | 13 de abril de 1988                       | Taquari                                                                                                | 8560   |                               |
| 281 | Terra de Areia             | 13 de abril de 1988                       | Osório                                                                                                 | 8561   |                               |
| 282 | Harmonia                   | 13 de abril de 1988                       | Montenegro                                                                                             | 8562   |                               |
| 283 | Campos Borges              | 13 de abril de 1988                       | Espumoso                                                                                               | 8563   |                               |
| 284 | Cerro Grande               | 13 de abril de 1988                       | Palmeira das Missões                                                                                   | 8564   |                               |
| 285 | Ipiranga do Sul            | 20 de abril de 1988                       | Getúlio Vargas                                                                                         | 8568   |                               |
| 286 | Lagoão                     | 20 de abril de 1988                       | Soledade                                                                                               | 8569   |                               |
| 287 | Estação                    | 21 de abril de 1988                       | Getúlio Vargas                                                                                         | 8572   |                               |
| 288 | Arroio do Sal              | 22 de abril de 1988                       | Torres                                                                                                 | 8573   |                               |
| 289 | São José do Hortêncio      | 29 de abril de 1988                       | São Sebastião do Caí                                                                                   | 8576   |                               |
| 290 | Pinhal                     | 29 de abril de 1988                       | Palmeira das Missões, Rodeio Bonito e Seberi                                                           | 8577   |                               |
| 291 | Três Cachoeiras            | 29 de abril de 1988                       | Torres                                                                                                 | 8578   |                               |
| 292 | São Vendelino              | 29 de abril de 1988                       | Bom Princípio                                                                                          | 8579   |                               |
| 293 | Protásio Alves             | 29 de abril de 1988                       | Nova Prata                                                                                             | 8580   |                               |
| 294 | Pouso Novo                 | 29 de abril de 1988                       | Arroio do Meio                                                                                         | 8581   |                               |
| 295 | Eugênio de Castro          | 29 de abril de 1988                       | Santo Ângelo                                                                                           | 8582   |                               |
| 296 | Cristal                    | 29 de abril de 1988                       | Camaquã                                                                                                | 8583   |                               |
| 297 | São Miguel das Missões     | 29 de abril de 1988                       | Santo Ângelo e São Luiz Gonzaga                                                                        | 8584   |                               |
| 298 | Glorinha                   | 4 de maio de 1988                         | Gravataí                                                                                               | 8590   |                               |
| 299 | Segredo                    | 5 de maio de 1988                         | Sobradinho                                                                                             | 8591   |                               |
| 300 | Saldanha Marinho           | 9 de maio de 1988                         | Santa Bárbara do Sul e Colorado                                                                        | 8593   |                               |
| 301 | São José do Herval         | 9 de maio de 1988                         | Fontoura Xavier                                                                                        | 8595   |                               |
| 302 | Vista Alegre               | 9 de maio de 1988                         | Frederico Westphalen                                                                                   | 8596   |                               |
| 303 | Ivorá                      | 9 de maio de 1988                         | Júlio de Castilhos                                                                                     | 8597   |                               |
| 304 | Vila Maria                 | 9 de maio de 1988                         | Marau e Casca                                                                                          | 8598   |                               |
| 305 | Taquaruçu do Sul           | 9 de maio de 1988                         | Frederico Westphalen                                                                                   | 8599   |                               |
| 306 | Imbé                       | 9 de maio de 1988                         | Tramandaí                                                                                              | 8600   |                               |
| 307 | Sede Nova                  | 9 de maio de 1988                         | Humaitá                                                                                                | 8601   |                               |
| 308 | Tupandi                    | 9 de maio de 1988                         | Bom Princípio                                                                                          | 8602   |                               |
| 309 | Riozinho                   | 9 de maio de 1988                         | Rolante                                                                                                | 8603   |                               |
| 310 | Relvado                    | 9 de maio de 1988                         | Encantado                                                                                              | 8604   |                               |
| 311 | Imigrante                  | 9 de maio de 1988                         | Estrela e Garibaldi                                                                                    | 8605   |                               |
| 312 | Cidreira                   | 9 de maio de 1988                         | Tramandaí                                                                                              | 8606   |                               |
| 313 | Montauri                   | 9 de maio de 1988                         | Serafina Corrêa e Guaporé                                                                              | 8607   |                               |
| 314 | Vista Gaúcha               | 9 de maio de 1988                         | Tenente Portela                                                                                        | 8608   |                               |
| 315 | Vista Alegre do Prata      | 9 de maio de 1988                         | Nova Prata                                                                                             | 8611   |                               |
| 316 | Caseiros                   | 9 de maio de 1988                         | Lagoa Vermelha, Ibiaçá, Ciríaco e Ibiraiaras                                                           | 8612   |                               |
| 317 | Itacurubi                  | 9 de maio de 1988                         | São Borja                                                                                              | 8613   |                               |
| 318 | Entre Rios do Sul          | 9 de maio de 1988                         | São Valentim                                                                                           | 8614   |                               |
| 319 | Cerro Grande do Sul        | 12 de maio de 1988                        | Tapes                                                                                                  | 8619   |                               |
| 320 | Camargo                    | 12 de maio de 1988                        | Marau                                                                                                  | 8620   |                               |
| 321 | Paraíso do Sul             | 12 de maio de 1988                        | Cachoeira do Sul                                                                                       | 8622   |                               |
| 322 | Faxinalzinho               | 12 de maio de 1988                        | São Valentim                                                                                           | 8624   |                               |
| 323 | Amaral Ferrador            | 12 de maio de 1988                        | Encruzilhada do Sul                                                                                    | 8625   |                               |
| 324 | Vila Flores                | 12 de maio de 1988                        | Veranópolis                                                                                            | 8627   |                               |
| 325 | Cerro Branco               | 12 de maio de 1988                        | Cachoeira do Sul                                                                                       | 8628   |                               |
| 326 | André da Rocha             | 12 de maio de 1988                        | Lagoa Vermelha                                                                                         | 8629   |                               |
| 327 | Poço das Antas             | 12 de maio de 1988                        | Salvador do Sul                                                                                        | 8630   |                               |
| 328 | Três Palmeiras             | 12 de maio de 1988                        | Ronda Alta                                                                                             | 8631   |                               |
| 329 | Nova Alvorada              | 12 de maio de 1988                        | Arvorezinha                                                                                            | 8632   |                               |
| 330 | Morro Redondo              | 12 de maio de 1988                        | Pelotas                                                                                                | 8633   |                               |
| 331 | Santa Maria do Herval      | 12 de maio de 1988                        | Dois Irmãos                                                                                            | 8634   |                               |
| 332 | Barão                      | 12 de maio de 1988                        | Salvador do Sul, Carlos Barbosa e Bom Princípio                                                        | 8635   |                               |
| 333 | Eldorado do Sul            | 8 de junho de 1988                        | Guaíba                                                                                                 | 8649   |                               |
| 334 | Maquiné                    | 20 de março de 1992                       | Osório                                                                                                 | 9531   |                               |
| 335 | Ponte Preta                | 20 de março de 1992                       | Jacutinga e Barão de Cotegipe                                                                          | 9537   |                               |
| 336 | Barra Funda                | 20 de março de 1992                       | Sarandi                                                                                                | 9538   |                               |
| 337 | Boa Vista das Missões      | 20 de março de 1992                       | Palmeira das Missões                                                                                   | 9539   |                               |
| 338 | Carlos Gomes               | 20 de março de 1992                       | Viadutos                                                                                               | 9540   |                               |
| 339 | Gramado dos Loureiros      | 20 de março de 1992                       | Nonoai                                                                                                 | 9541   |                               |
| 340 | Manoel Viana               | 20 de março de 1992                       | São Francisco de Assis e Alegrete                                                                      | 9542   |                               |
| 341 | Muliterno                  | 20 de março de 1992                       | Ciríaco, David Canabarro e Ibiraiaras                                                                  | 9543   |                               |
| 342 | Nicolau Vergueiro          | 20 de março de 1992                       | Marau                                                                                                  | 9544   |                               |
| 343 | Passo do Sobrado           | 20 de março de 1992                       | Rio Pardo                                                                                              | 9545   |                               |
| 344 | Picada Café                | 20 de março de 1992                       | Nova Petrópolis, Ivoti e Santa Maria do Herval                                                         | 9546   |                               |
| 345 | Rio dos Índios             | 20 de março de 1992                       | Nonoai                                                                                                 | 9547   |                               |
| 346 | Sagrada Família            | 20 de março de 1992                       | Palmeira das Missões                                                                                   | 9548   |                               |
| 347 | Salvador das Missões       | 20 de março de 1992                       | Cerro Largo                                                                                            | 9549   |                               |
| 348 | Santo Antônio do Planalto  | 20 de março de 1992                       | Carazinho e Não-Me-Toque                                                                               | 9550   |                               |
| 349 | Lajeado do Bugre           | 20 de março de 1992                       | Palmeira das Missões, Cerro Grande e Jaboticaba                                                        | 9551   |                               |
| 350 | São José das Missões       | 20 de março de 1992                       | Palmeira das Missões                                                                                   | 9552   |                               |
| 351 | São Pedro do Butiá         | 20 de março de 1992                       | Cerro Largo                                                                                            | 9553   |                               |
| 352 | São Valentim do Sul        | 20 de março de 1992                       | Dois Lajeados                                                                                          | 9554   |                               |
| 353 | Novo Machado               | 20 de março de 1992                       | Tucunduva                                                                                              | 9555   |                               |
| 354 | Coxilha                    | 20 de março de 1992                       | Passo Fundo e Sertão                                                                                   | 9558   |                               |
| 355 | São José dos Ausentes      | 20 de março de 1992                       | Bom Jesus                                                                                              | 9559   |                               |
| 356 | Nova Pádua                 | 20 de março de 1992                       | Flores da Cunha                                                                                        | 9560   |                               |
| 357 | Capitão                    | 20 de março de 1992                       | Arroio do Meio e Nova Bréscia                                                                          | 9561   |                               |
| 358 | Colinas                    | 20 de março de 1992                       | Estrela e Roca Sales                                                                                   | 9562   |                               |
| 359 | Novo Barreiro              | 20 de março de 1992                       | Palmeira das Missões                                                                                   | 9563   |                               |
| 360 | Monte Belo do Sul          | 20 de março de 1992                       | Bento Gonçalves                                                                                        | 9564   |                               |
| 361 | Coqueiros do Sul           | 20 de março de 1992                       | Carazinho                                                                                              | 9565   |                               |
| 362 | Bom Progresso              | 20 de março de 1992                       | Campo Novo, Três Passos e Humaitá                                                                      | 9567   |                               |
| 363 | Inhacorá                   | 20 de março de 1992                       | Chiapetta e Catuípe                                                                                    | 9568   |                               |
| 364 | Vitória das Missões        | 20 de março de 1992                       | Santo Ângelo                                                                                           | 9569   |                               |
| 365 | Ametista do Sul            | 20 de março de 1992                       | Planalto, Iraí e Rodeio Bonito                                                                         | 9570   |                               |
| 366 | Barão do Triunfo           | 20 de março de 1992                       | São Jerônimo                                                                                           | 9571   |                               |
| 367 | Barra do Guarita           | 20 de março de 1992                       | Tenente Portela                                                                                        | 9572   |                               |
| 368 | Campestre da Serra         | 20 de março de 1992                       | Vacaria                                                                                                | 9573   |                               |
| 369 | Candiota                   | 20 de março de 1992                       | Bagé e Pinheiro Machado                                                                                | 9574   |                               |
| 370 | Coronel Barros             | 20 de março de 1992                       | Ijuí e Augusto Pestana                                                                                 | 9575   |                               |
| 371 | Derrubadas                 | 20 de março de 1992                       | Tenente Portela                                                                                        | 9576   |                               |
| 372 | Gentil                     | 20 de março de 1992                       | Marau, Passo Fundo e Ciríaco                                                                           | 9577   |                               |
| 373 | Gramado Xavier             | 20 de março de 1992                       | Santa Cruz do Sul                                                                                      | 9578   |                               |
| 374 | Hulha Negra                | 20 de março de 1992                       | Bagé                                                                                                   | 9579   |                               |
| 375 | Itapuca                    | 20 de março de 1992                       | Arvorezinha                                                                                            | 9580   |                               |
| 376 | Minas do Leão              | 20 de março de 1992                       | Butiá                                                                                                  | 9582   |                               |
| 377 | Morro Reuter               | 20 de março de 1992                       | Dois Irmãos                                                                                            | 9583   |                               |
| 378 | Sentinela do Sul           | 20 de março de 1992                       | Tapes e Cerro Grande do Sul                                                                            | 9584   |                               |
| 379 | Nova Santa Rita            | 20 de março de 1992                       | Canoas                                                                                                 | 9585   |                               |
| 380 | Pinheirinho do Vale        | 20 de março de 1992                       | Palmitinho                                                                                             | 9586   |                               |
| 381 | Porto Mauá                 | 20 de março de 1992                       | Tuparendi e Tucunduva                                                                                  | 9587   |                               |
| 382 | Porto Vera Cruz            | 20 de março de 1992                       | Porto Lucena, Alecrim e Santo Cristo                                                                   | 9588   |                               |
| 383 | Quevedos                   | 20 de março de 1992                       | Júlio de Castilhos                                                                                     | 9589   |                               |
| 384 | Santo Expedito do Sul      | 20 de março de 1992                       | São José do Ouro e Cacique Doble                                                                       | 9590   |                               |
| 385 | Santo Antônio do Palma     | 20 de março de 1992                       | Casca                                                                                                  | 9591   |                               |
| 386 | São José do Inhacorá       | 20 de março de 1992                       | Três de Maio                                                                                           | 9592   |                               |
| 387 | São Martinho da Serra      | 20 de março de 1992                       | Santa Maria                                                                                            | 9593   |                               |
| 388 | Sério                      | 20 de março de 1992                       | Lajeado                                                                                                | 9594   |                               |
| 389 | Sertão Santana             | 20 de março de 1992                       | Guaíba, São Jerônimo e Tapes                                                                           | 9595   |                               |
| 390 | Travesseiro                | 20 de março de 1992                       | Arroio do Meio e Nova Bréscia                                                                          | 9596   |                               |
| 391 | Três Forquilhas            | 20 de março de 1992                       | Torres                                                                                                 | 9597   |                               |
| 392 | União da Serra             | 20 de março de 1992                       | Guaporé                                                                                                | 9598   |                               |
| 393 | Vale do Sol                | 20 de março de 1992                       | Santa Cruz do Sul e Candelária                                                                         | 9599   |                               |
| 394 | Pinhal Grande              | 20 de março de 1992                       | Júlio de Castilhos e Nova Palma                                                                        | 9600   |                               |
| 395 | São João do Polêsine       | 20 de março de 1992                       | Faxinal do Soturno                                                                                     | 9601   |                               |
| 396 | Morrinhos do Sul           | 20 de março de 1992                       | Torres                                                                                                 | 9602   |                               |
| 397 | Arambaré                   | 20 de março de 1992                       | Camaquã e Tapes                                                                                        | 9603   |                               |
| 398 | Pontão                     | 20 de março de 1992                       | Passo Fundo, Sarandi, Ronda Alta e Carazinho                                                           | 9604   |                               |
| 399 | Barra do Rio Azul          | 20 de março de 1992                       | Aratiba                                                                                                | 9605   |                               |
| 400 | Engenho Velho              | 20 de março de 1992                       | Constantina                                                                                            | 9606   |                               |
| 401 | Mato Leitão                | 20 de março de 1992                       | Venâncio Aires e Cruzeiro do Sul                                                                       | 9607   |                               |
| 402 | Nova Boa Vista             | 20 de março de 1992                       | Sarandi e Chapada                                                                                      | 9608   |                               |
| 403 | Garruchos                  | 20 de março de 1992                       | São Borja                                                                                              | 9609   |                               |
| 404 | Vila Nova do Sul           | 20 de março de 1992                       | São Sepé e São Gabriel                                                                                 | 9610   |                               |
| 405 | Mariana Pimentel           | 20 de março de 1992                       | Guaíba e Barra do Ribeiro                                                                              | 9611   |                               |
| 406 | Xangri-lá                  | 20 de março de 1992                       | Capão da Canoa                                                                                         | 9612   |                               |
| 407 | São Pedro da Serra         | 20 de março de 1992                       | Salvador do Sul                                                                                        | 9613   |                               |
| 408 | Sinimbu                    | 20 de março de 1992                       | Santa Cruz do Sul                                                                                      | 9614   |                               |
| 409 | Vale Real                  | 20 de março de 1992                       | Feliz                                                                                                  | 9615   |                               |
| 410 | Mormaço                    | 20 de março de 1992                       | Soledade                                                                                               | 9616   |                               |
| 411 | Charrua                    | 20 de março de 1992                       | Tapejara e Getúlio Vargas                                                                              | 9617   |                               |
| 412 | Centenário                 | 20 de março de 1992                       | Áurea                                                                                                  | 9618   |                               |
| 413 | Dois Irmãos das Missões    | 20 de março de 1992                       | Erval Seco                                                                                             | 9619   |                               |
| 414 | Pareci Novo                | 20 de março de 1992                       | Montenegro                                                                                             | 9620   |                               |
| 415 | Santa Clara do Sul         | 20 de março de 1992                       | Lajeado                                                                                                | 9621   |                               |
| 416 | Maratá                     | 20 de março de 1992                       | Brochier do Maratá, Salvador do Sul e Montenegro                                                       | 9622   |                               |
| 417 | Alto Feliz                 | 20 de março de 1992                       | Feliz                                                                                                  | 9623   |                               |
| 418 | São Valério do Sul         | 20 de março de 1992                       | Santo Augusto                                                                                          | 9624   |                               |
| 419 | Tiradentes do Sul          | 20 de março de 1992                       | Três Passos                                                                                            | 9625   |                               |
| 420 | Presidente Lucena          | 20 de março de 1992                       | Ivoti                                                                                                  | 9626   |                               |
| 421 | Santa Tereza               | 20 de março de 1992                       | Bento Gonçalves, Roca Sales e Garibaldi                                                                | 9627   |                               |
| 422 | Novo Tiradentes            | 20 de março de 1992                       | Rodeio Bonito                                                                                          | 9628   |                               |
| 423 | Tupanci do Sul             | 20 de março de 1992                       | São José do Ouro                                                                                       | 9629   |                               |
| 424 | Lindolfo Collor            | 20 de março de 1992                       | Ivoti                                                                                                  | 9630   |                               |
| 425 | Linha Nova                 | 20 de março de 1992                       | Feliz                                                                                                  | 9631   |                               |
| 426 | Lagoa dos Três Cantos      | 20 de março de 1992                       | Tapera e Não-Me-Toque                                                                                  | 9632   |                               |
| 427 | Mato Castelhano            | 30 de março de 1992                       | Passo Fundo                                                                                            | 9645   |                               |
| 428 | Boa Vista do Sul           | 28 de dezembro de 1995                    | Garibaldi e Barão                                                                                      | 10632  |                               |
| 429 | Dilermando de Aguiar       | 28 de dezembro de 1995                    | Santa Maria                                                                                            | 10633  |                               |
| 430 | Capivari do Sul            | 28 de dezembro de 1995                    | Palmares do Sul                                                                                        | 10634  |                               |
| 431 | Nova Candelária            | 28 de dezembro de 1995                    | Boa Vista do Buricá                                                                                    | 10635  |                               |
| 432 | Floriano Peixoto           | 28 de dezembro de 1995                    | Getúlio Vargas                                                                                         | 10636  |                               |
| 433 | Chuvisca                   | 28 de dezembro de 1995                    | Camaquã                                                                                                | 10637  |                               |
| 434 | Esperança do Sul           | 28 de dezembro de 1995                    | Três Passos                                                                                            | 10638  |                               |
| 435 | Doutor Ricardo             | 28 de dezembro de 1995                    | Encantado e Anta Gorda                                                                                 | 10639  |                               |
| 436 | Herveiras                  | 28 de dezembro de 1995                    | Sinimbu                                                                                                | 10640  |                               |
| 437 | Caraá                      | 28 de dezembro de 1995                    | Santo Antônio da Patrulha                                                                              | 10641  |                               |
| 438 | Fazenda Vilanova           | 28 de dezembro de 1995                    | Bom Retiro do Sul                                                                                      | 10642  |                               |
| 439 | Itaara                     | 28 de dezembro de 1995                    | Santa Maria                                                                                            | 10643  |                               |
| 440 | Estrela Velha              | 28 de dezembro de 1995                    | Arroio do Tigre                                                                                        | 10644  |                               |
| 441 | Benjamin Constant do Sul   | 28 de dezembro de 1995                    | São Valentim                                                                                           | 10645  |                               |
| 442 | Maçambará                  | 28 de dezembro de 1995                    | Itaqui                                                                                                 | 10646  |                               |
| 443 | Dom Pedro de Alcântara     | 28 de dezembro de 1995                    | Torres                                                                                                 | 10647  |                               |
| 444 | Unistalda                  | 28 de dezembro de 1995                    | Santiago                                                                                               | 10648  |                               |
| 445 | Turuçu                     | 28 de dezembro de 1995                    | Pelotas e São Lourenço do Sul                                                                          | 10649  |                               |
| 446 | Cristal do Sul             | 28 de dezembro de 1995                    | Rodeio Bonito e Seberi                                                                                 | 10650  |                               |
| 447 | Muitos Capões              | 28 de dezembro de 1995                    | Vacaria, Lagoa Vermelha e Esmeralda                                                                    | 10651  |                               |
| 448 | Nova Ramada                | 28 de dezembro de 1995                    | Ajuricaba                                                                                              | 10652  |                               |
| 449 | Jari                       | 28 de dezembro de 1995                    | Tupanciretã                                                                                            | 10653  |                               |
| 450 | Ubiretama                  | 28 de dezembro de 1995                    | Giruá e Campina das Missões                                                                            | 10654  |                               |
| 451 | Barra do Quaraí            | 28 de dezembro de 1995                    | Uruguaiana                                                                                             | 10655  |                               |
| 452 | Cerrito                    | 28 de dezembro de 1995                    | Pedro Osório                                                                                           | 10656  |                               |
| 453 | Vale Verde                 | 28 de dezembro de 1995                    | General Câmara                                                                                         | 10657  |                               |
| 454 | Novo Cabrais               | 28 de dezembro de 1995                    | Cachoeira do Sul                                                                                       | 10658  |                               |
| 455 | Sete de Setembro           | 28 de dezembro de 1995                    | Guarani das Missões e Giruá                                                                            | 10659  |                               |
| 456 | Tabaí                      | 28 de dezembro de 1995                    | Taquari                                                                                                | 10660  |                               |
| 457 | Vila Lângaro               | 28 de dezembro de 1995                    | Tapejara                                                                                               | 10661  |                               |
| 458 | Senador Salgado Filho      | 28 de dezembro de 1995                    | Giruá                                                                                                  | 10662  |                               |
| 459 | Vespasiano Corrêa          | 28 de dezembro de 1995                    | Muçum                                                                                                  | 10663  |                               |
| 460 | Monte Alegre dos Campos    | 28 de dezembro de 1995                    | Vacaria                                                                                                | 10664  |                               |
| 461 | Marques de Souza           | 28 de dezembro de 1995                    | Lajeado                                                                                                | 10665  |                               |
| 462 | Chuí                       | 28 de dezembro de 1995                    | Santa Vitória do Palmar                                                                                | 10666  |                               |
| 463 | Araricá                    | 28 de dezembro de 1995                    | Sapiranga e Nova Hartz                                                                                 | 10667  |                               |
| 464 | Passa-Sete                 | 28 de dezembro de 1995                    | Sobradinho                                                                                             | 10668  |                               |
| 465 | Toropi                     | 28 de dezembro de 1995                    | São Pedro do Sul                                                                                       | 10669  |                               |
| 466 | Balneário Pinhal           | 28 de dezembro de 1995                    | Cidreira                                                                                               | 10670  |                               |
| 467 | Mampituba                  | 28 de dezembro de 1995                    | Torres                                                                                                 | 10671  |                               |
| 468 | Almirante Tamandaré do Sul | 16 de abril de 1996                       | Carazinho                                                                                              | 10737  |                               |
| 469 | Arroio do Padre            | 16 de abril de 1996                       | Pelotas                                                                                                | 10738  |                               |
| 470 | Boa Vista do Cadeado       | 16 de abril de 1996                       | Cruz Alta, Ijuí e Augusto Pestana                                                                      | 10739  |                               |
| 471 | Boa Vista do Incra         | 16 de abril de 1996                       | Cruz Alta e Fortaleza dos Valos                                                                        | 10740  |                               |
| 472 | Bozano                     | 16 de abril de 1996                       | Ijuí                                                                                                   | 10741  |                               |
| 473 | Capão Bonito do Sul        | 16 de abril de 1996                       | Lagoa Vermelha                                                                                         | 10742  |                               |
| 474 | Capão do Cipó              | 16 de abril de 1996                       | Santiago, São Miguel das Missões e Tupanciretã                                                         | 10743  |                               |
| 475 | Coronel Pilar              | 16 de abril de 1996                       | Garibaldi e Roca Sales                                                                                 | 10744  |                               |
| 476 | Cruzaltense                | 16 de abril de 1996                       | Campinas do Sul                                                                                        | 10745  |                               |
| 477 | Itati                      | 16 de abril de 1996                       | Terra de Areia                                                                                         | 10746  |                               |
| 478 | Mato Queimado              | 16 de abril de 1996                       | Caibaté                                                                                                | 10747  |                               |
| 479 | Pinhal da Serra            | 16 de abril de 1996                       | Esmeralda                                                                                              | 10748  |                               |
| 480 | Rolador                    | 16 de abril de 1996                       | São Luiz Gonzaga                                                                                       | 10750  |                               |
| 481 | Santa Margarida do Sul     | 16 de abril de 1996                       | São Gabriel                                                                                            | 10751  |                               |
| 482 | São José do Sul            | 16 de abril de 1996                       | Salvador do Sul, Montenegro e Maratá                                                                   | 10752  |                               |
| 483 | São Pedro das Missões      | 16 de abril de 1996                       | Palmeira das Missões                                                                                   | 10753  |                               |
| 484 | Westfália                  | 16 de abril de 1996                       | Teutônia e Imigrante                                                                                   | 10754  |                               |
| 485 | Canudos do Vale            | 16 de abril de 1996                       | Lajeado e Progresso                                                                                    | 10755  |                               |
| 486 | Forquetinha                | 16 de abril de 1996                       | Lajeado                                                                                                | 10756  |                               |
| 487 | Jacuizinho                 | 16 de abril de 1996                       | Salto do Jacuí e Espumoso                                                                              | 10757  |                               |
| 488 | Lagoa Bonita do Sul        | 16 de abril de 1996                       | Sobradinho                                                                                             | 10758  |                               |
| 489 | Novo Xingu                 | 16 de abril de 1996                       | Constantina                                                                                            | 10759  |                               |
| 490 | Pedras Altas               | 16 de abril de 1996                       | Pinheiro Machado e Herval                                                                              | 10760  |                               |
| 491 | Quatro Irmãos              | 16 de abril de 1996                       | Erechim e Jacutinga                                                                                    | 10761  |                               |
| 492 | Paulo Bento                | 16 de abril de 1996                       | Erechim, Jacutinga, Ponte Preta e Barão de Cotegipe                                                    | 10762  |                               |
| 493 | Santa Cecília do Sul       | 16 de abril de 1996                       | Tapejara, Água Santa, Caseiros e Ibiaçá                                                                | 10763  |                               |
| 494 | Tio Hugo                   | 16 de abril de 1996                       | Victor Graeff, Ernestina e Ibirapuitã                                                                  | 10764  |                               |
| 495 | Coqueiro Baixo             | 16 de abril de 1996                       | Nova Bréscia e Relvado                                                                                 | 10765  |                               |
| 496 | Aceguá                     | 16 de abril de 1996                       | Bagé                                                                                                   | 10766  |                               |
| 497 | Pinto Bandeira             | 1 de outubro de 2013                      | Bento Gonçalves                                                                                        | 11375  |                               |